# Mikroskop porównawczy

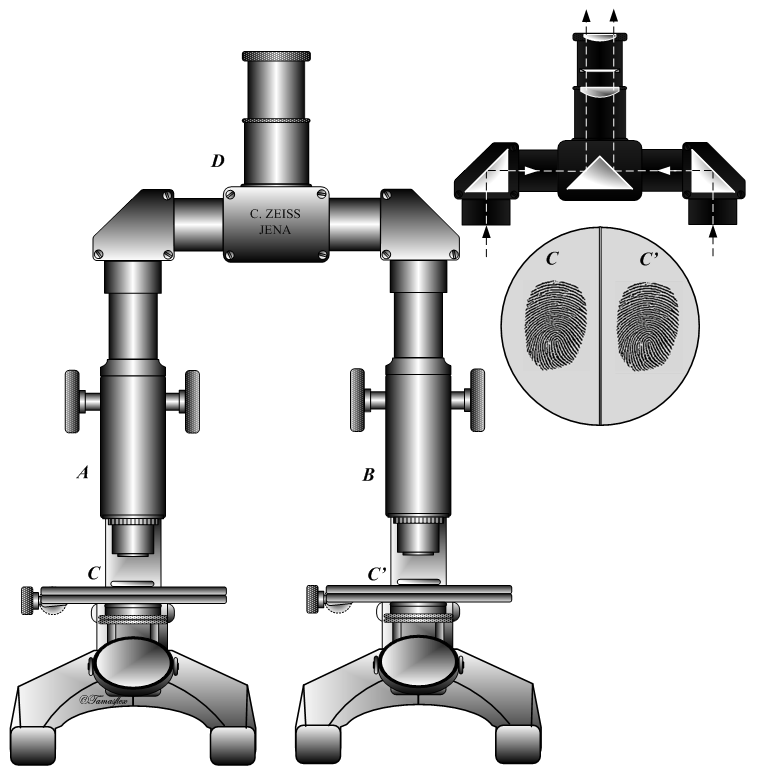
Mikroskop porównawczy:
A i B – pojedyncze mikroskopy
C i C’ – próbki do porównania
D – wspólny okular, w którym widać równocześnie obrazy z obydwu próbek

Mikroskop porównawczy – jeden z rodzajów mikroskopów, wynaleziony przez chemika Philipa O. Gravelle’a w 1925. Idea działania urządzenia sprowadza się do zasady – dwa obrazy w jednym, czyli dwa obiektywy mikroskopowe i jeden okular. Pozwala to na obserwowanie dwóch próbek jednocześnie.
Ten rodzaju mikroskopu stosuje się m.in. w mechanoskopii. Często wykorzystywany jest w technice kryminalistycznej, w szczególności w balistyce do porównywania unikatowych śladów, jakie każda broń pozostawia na wystrzelonym z niej pocisku.
Pierwszym głośnym procesem, w którym wykorzystano mikroskop porównawczy, był proces Sacco i Vanzettiego. W 1927 biegły Calvin Goddard stwierdził z całą pewnością, że kula znaleziona w ciele ofiary została wystrzelona z pistoletu Sacca. Jego badania zostały potwierdzone ponownie w 1961 roku.